# Naubolus pallidus
Naubolus pallidus är en spindelart som beskrevs av Cândido Firmino de Mello-Leitão 1945. 
Naubolus pallidus ingår i släktet Naubolus och familjen hoppspindlar. Inga underarter finns listade i Catalogue of Life.